# Wilhelm Kuhweide
Wilhelm "Willy" (ook "Willi") Kuhweide (Berlijn, 6 januari 1943) is een Duits zeiler.
Kuhweide werd in 1963, 1966 en 1967 wereldkampioen in de finn. Tijdens Kuhweide zijn olympische debuut bij de Olympische Zomerspelen 1964 in het Japanse Tokio won hij de gouden medaille. Vier jaar later eindigde Kuhweide slechts als vijftiende.
In 1971 werd Kuhweide in het Venezolaanse Caracas samen met Karsten Meyer wereldkampioen in de star. Samen met Meyer nam Kuhweide deel aan de Olympische Zomerspelen 1972 in eigen land, in de star wonnen ze samen de bronzen medaille. Kuhweide nam ook deel aan de spelen van 1976 en 1984. Aan de Olympische Zomerspelen 1980 in Moskou kon Kuhweide niet deelnemen omdat West-Duitsland deze spelen boycotte.

## Resultaten

### Wereldkampioenschappen
| Jaar | Plaats    | Resultaten |
| ---- | --------- | ---------- |
| 1963 | Medemblik | finn       |
| 1966 | La Baule  | finn       |
| 1967 | Hanko     | finn       |
| 1971 | Caracas   | star       |

### Olympische Zomerspelen
| Jaar | Plaats      | Resultaten |
| ---- | ----------- | ---------- |
| 1964 | Tokio       | Finn       |
| 1968 | Mexico-stad | 15e Finn   |
| 1972 | München     | star       |
| 1976 | Montreal    | 6e Soling  |
| 1984 | Los Angeles | 8e Soling  |

1952: Paul Elvstrøm ·
1956: Paul Elvstrøm ·
1960: Paul Elvstrøm ·
1964: Wilhelm Kuhweide ·
1968: Valentin Mankin ·
1972: Serge Maury ·
1976: Jochen Schümann ·
1980: Esko Rechardt ·
1984: Russell Coutts ·
1988: José Doreste ·
1992: José van der Ploeg ·
1996: Mateusz Kusznierewicz ·
2000: Iain Percy ·
2004: Ben Ainslie ·
2008: Ben Ainslie ·
2012: Ben Ainslie ·
2016: Giles Scott ·
2020: Giles Scott
- Gemeinsame Normdatei: 1057865478
- International Standard Name Identifier: 0000 0004 3694 4097
- MusicBrainz: 2a8b396c-35cf-4fc4-9b9e-d19a836fca67
- Virtual International Authority File: 310661474
- WorldCat: E39PBJkHkGPPWWqTPWC3mYWbh3